# フローレンス (オレゴン州)

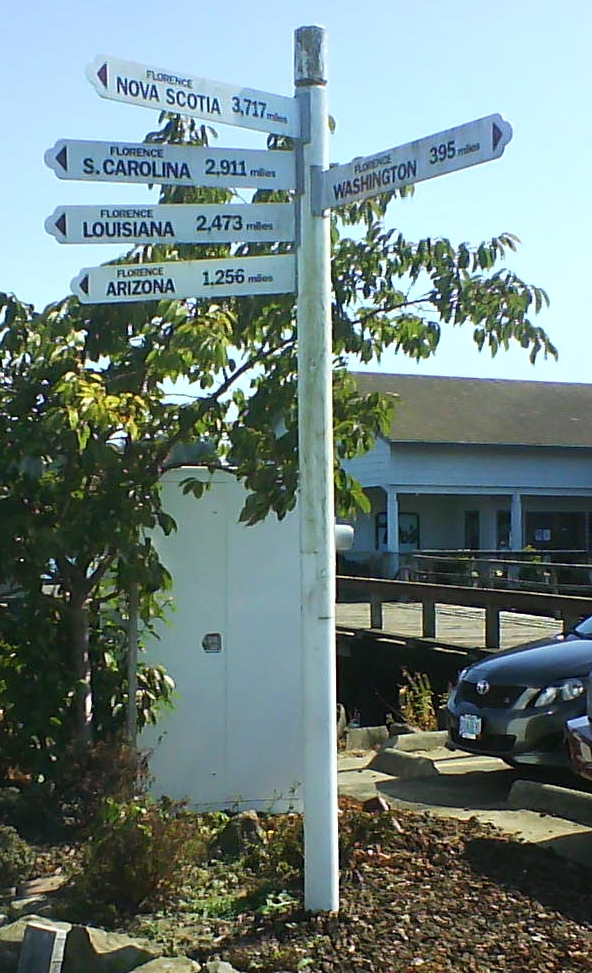
フローレンス旧市街地にある、同名「フローレンス」を冠する諸都市への距離を示す標識。

フローレンス（英: Florence）は、アメリカ合衆国オレゴン州レーン郡にある市である。2010年における同市の人口は8,466人だった。

## 歴史
今日フローレンスとなる地域には、もともと先住民族であるサイユースロー族が生活を営んでいた。フローレンスという地名の由来は、一説には1858年から1860年にかけてレーン郡で代議士を務めたA・B・フローレンスの名に因むとされているが、他の説によれば1875年2月17日にサイユースロー川の河口で破船したフランスの船の名前から取られたとされる。
1970年11月12日、マッコウクジラの死骸がフローレンスの海岸に打ち上げられ、ダイナマイトを用いて破砕が行われた。爆破によってバラバラになったマッコウクジラの死骸は、カモメやカニなどの腐食動物によって処理されると見込まれた。このクジラの爆破の件は、数十年後インターネットが普及すると「クジラ爆発のエピソード」として広く知られるようになった。

## 地理
フローレンスはオレゴン海岸沿岸におけるサイユースロー川の河口に位置する。ユージーンとはほぼ同緯度であり、ニューポートやクーズベイといったオレゴン海岸の他の主要都市のだいたい中間に位置する。フローレンスから国道101号線で南に進みサイユースロー川を渡ったところには、非法人地域のグレナダがある。フローレンスの42 km（26 mi）北方にはヤハッツがある。
アメリカ合衆国国勢調査局の発表によると、フローレンス市の総面積は14 km2（5.5 mi2）であり、その内13 km2（4.9 mi2）が陸地、1.6 km2（0.6 mi2）が水域である。水域面積率は10.71%である。

## 人口動態

### 2000年国勢調査データ

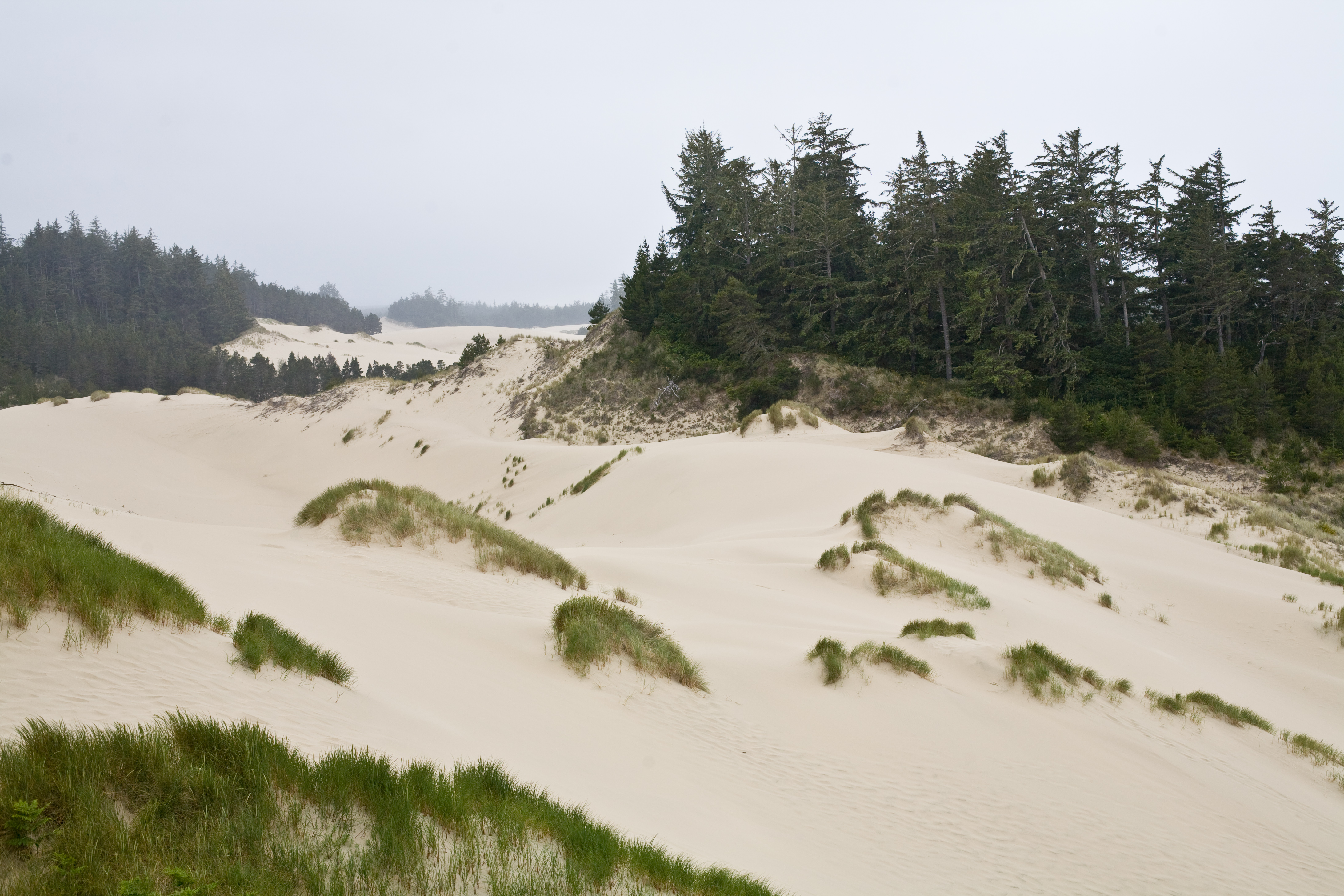
オレゴン砂丘国立レクリエーション地域。フローレンス近郊に所在。

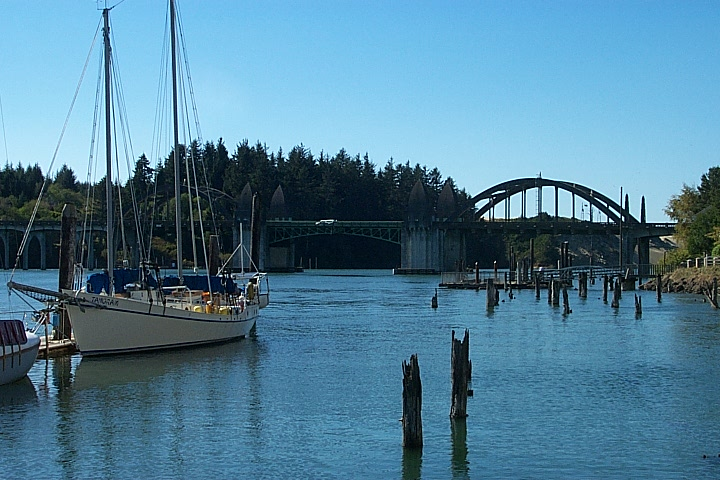
サイユースロー川に浮かぶ帆船

2000年の国勢調査では、市の人口は7,263人で、3,564世帯、2,145家族が暮らしていた。（2007年における推計人口は8,270人である。）人口密度は1,476.3/mi2（570.0/km2）だった。848.4/sq mi（327.6/km²）の平均密度に4,174軒の住宅が建っている。人種構成は、白人95.88%、アジア系0.55%、アフリカン・アメリカン0.28%、先住民0.92%、太平洋諸島系0.14%、その他の人種0.56%、および混血1.67%である。人口の2.37%はヒスパニックまたはラテン系だった。
3,564世帯のうち、16.9%が18歳未満の子供と一緒に生活しており、48.6%は夫婦で生活している。9.3%は未婚の女性または寡婦が世帯主であり、39.8%は結婚していない。34.4%は1人以上の独身の居住者が住んでおり、21.7%は65歳以上で独身である。1世帯の平均人数は2.02人であり、結婚している家庭の場合は、2.52人である。
市内の住民は16.8%が18歳未満の未成年、18歳以上24歳以下が5.0%、25歳以上44歳以下が16.0%、45歳以上64歳以下が23.9%、および65歳以上が38.2%にわたっている。中央値年齢は56歳である。女性100人ごとに対して男性は84.8人である。18歳以上の女性100人ごとに対して男性は82.1人である。
この都市の世帯ごとの平均的な収入は30,505米ドルであり、家族ごとの平均的な収入は36,784米ドルである。男性は30,962米ドルに対して女性は23,878米ドルの平均的な収入がある。この地域の一人当たりの収入 (per capita income) は18,008米ドルである。人口の14.4%および家族の10.0%の収入は貧困線以下である。全人口のうち18歳未満の25.9%および65歳以上の8.3%は貧困線以下の生活を送っている。

## 経済
フローレンスの経済は歴史的に材木、漁業、農業の三本柱を中核としてきた。しかし近年、観光業が次第に盛んになってきており、重要な収入源として重要度を増してきている。地元企業で代表的なものとして「モーズ・レストラン」（Mo's Restaurants）があるほか、クーズ・ロウアーアンプカ・サイユースロー・インディアン部族連合が経営する「スリーリバーズ・カジノ」がある。ポート・オブ・サイユースロー（サイユースロー港湾局）は、漁業、輸送、観光業を推進している。フローレンス市の人口の約1/3は、仕事を引退した人々である。

## 芸術・文化

### 恒例文化行事
1908年以来、ツツジ祭り（Rhododendron Festival）が毎年開催されている。

### 博物館、その他の名所
「サイユースロー開拓博物館」が、1905年建造の歴史的な学校校舎で運営されている。
「フローレンス旧市街地」は、サイユースロー川河岸にある。市東部にはポート・オブ・サイユースローの港がある。市西部にはサイユースローリバー橋がある。港に沿って広めの歩道があり、これが港湾一帯の環境を改善した。多くの企業が市内を南北に貫く国道101号線沿に沿って存在する。
フローレンスから国道101号線で北に行くと、「シーライオン洞穴」があり、たくさんのトドが通年住み続ける海食洞を見られる観光名所となっている。

### 歴史的建築物
フローレンス市内で国家歴史登録財に指定された歴史的建築物に、「エドウィン・E・ベネディクト邸」がある。次第にボロボロになってきているこの邸宅はサイユースロー川沿いにあり、作家ケン・キージーがその『わが緑の大地』の作中に登場するスタンパー邸のモデルになったと言われている。その他、ヘセタ岬灯台、ジェシー・M・ハニーマン記念州立公園歴史地区、サイユースローリバー橋、旧市街地のウィリアム・カイル・アンド・サンズ・ビルディングなどがある。

## 公園・保養地

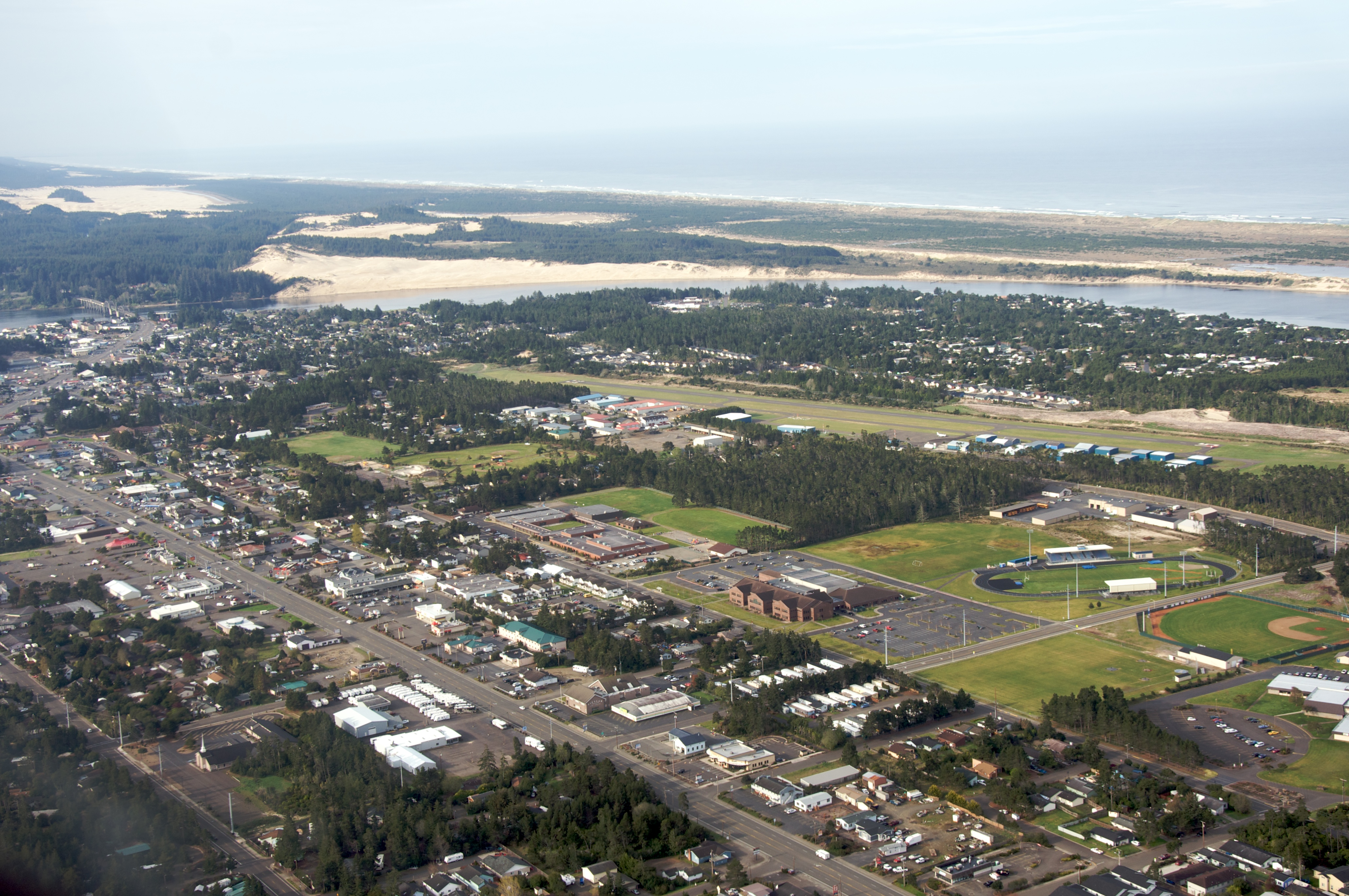
別の角度から撮影したフローレンス空撮写真

フローレンス近郊にはオレゴン州公園レクリエーション局が管理する公園や地区がいくつかある。市の北方にはダーリントニア州立自然地区、ヘセタ岬灯台などがあり、南方にはジェシー・M・ハニーマン記念州立公園がある。フローレンスのすぐ南に広がるオレゴン・デューンズ国立レクリエーション地域は、サイユースロー国有林の一部として管理されている。

## 教育
フローレンスの公立教育は、サイユースロー公立学区が管轄している。この公立学区は、サイユースロー小学校、サイユースロー中学校、サイユースロー高等学校の3校から構成される。レーン・コミュニティ・カレッジはフローレンス市内にセンターを1つ構えている。

## メディア
- 『サイユースロー・ニューズ』紙は、フローレンスで週二回刊行される新聞である。ユージーンの新聞『ザ・レジスター・ガード』紙もフローレンス市内で読まれている。
- 地元所有・運営のラジオ局の「KCST-FM」と「KCFM」は、音楽、ニュース、地域のスポーツ、緊急公共放送などを1日24時間放送している。
- ラジオ変換局「K211 BP」は、ユージーンのKRVM-FMの再放送を行なっている。
- 非営利団体「ウェスト・レーン・トランスレーター・アソシエーション」は、5つのハイディフィニション・テレビ変換局およびフローレンスをカバーする6つのラジオ変換局のための、トランスミッション設備および免許を有している。

## 交通

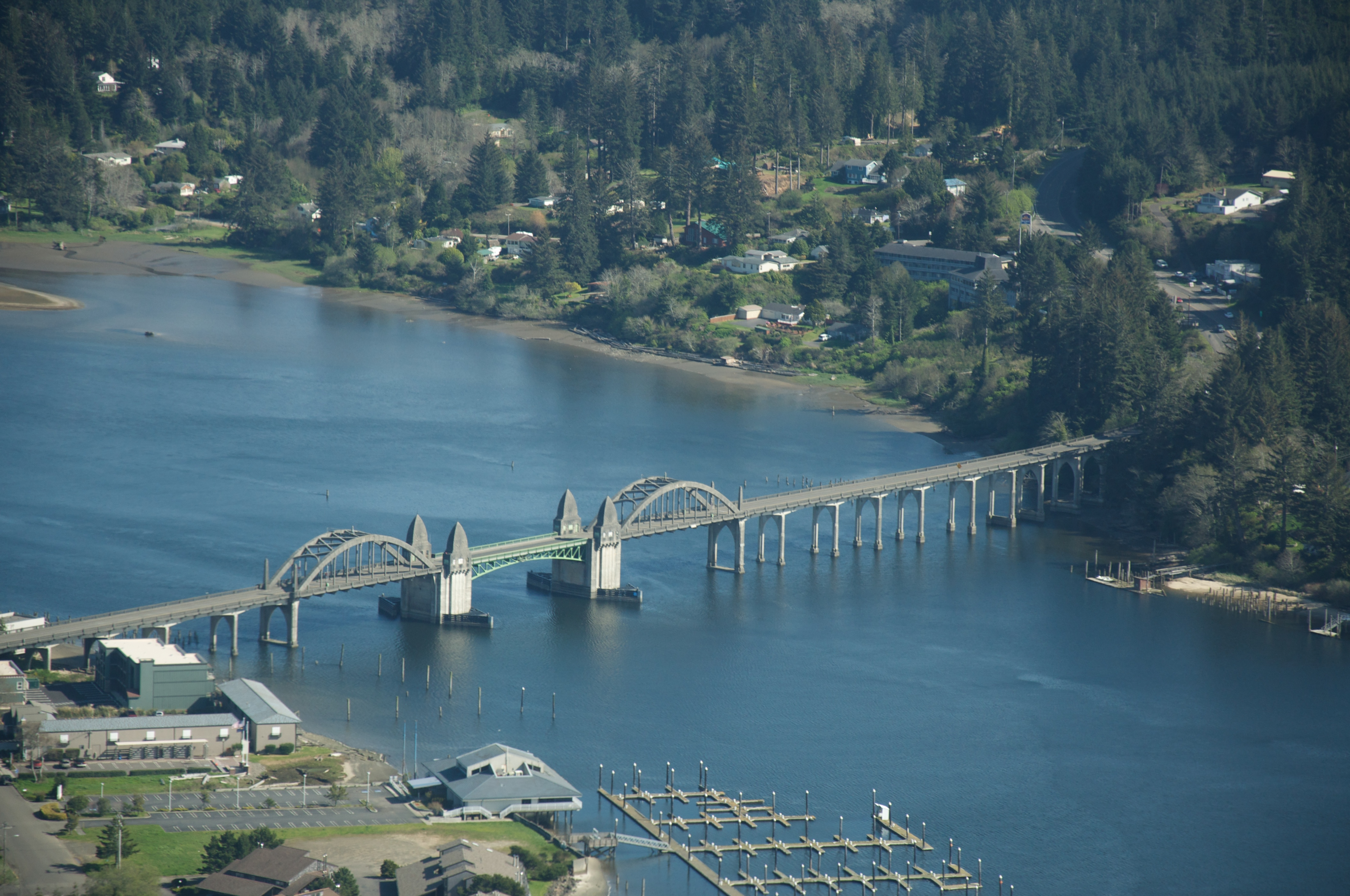
フローレンス市内でサイユースロー川に架かる橋

### 幹線道路
- 国道101号線
- オレゴン州道126号線

### 航空
- フローレンス市営空港

## 医療
ピースハーバー病院がレーン郡西部を管轄している。同病院はこの地域における主要な雇用主でもある。

## 姉妹都市
フローレンスは、1つの姉妹都市を持つ。
- 山県市（日本・岐阜県） - 2003年に、伊自良村（フローレンスの元々の姉妹都市）・高富町・美山町が合併して設立された[19]。

## 出典

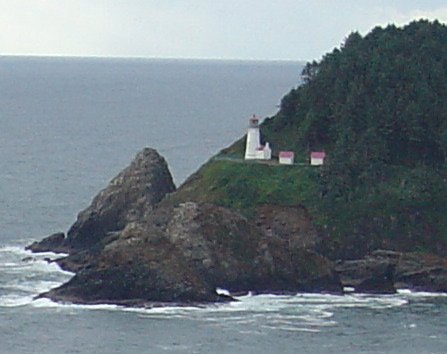
フローレンス近郊にあるヘセタ岬灯台